# Westelijke bergbessenpikker
De westelijke bergbessenpikker (Paramythia olivacea) is een zangvogel uit de familie Paramythiidae (prachtbessenpikkers). De vogel werd in 1910 door de Nederlandse bioloog Eduard Daniël van Oort geldig beschreven als ondersoort Paramythia montium  olivaeum en verzameld in 1909 tijdens de tweede Zuid-Nieuw-Guinea-expeditie onder leiding van Hendrikus Albertus Lorentz. De vogel is endemisch in Nieuw Guinea.

## Beschrijving
De westelijke bergbessenpikker is 19-22 cm lang, hoe hoger in de bergen de vogel voorkomt, hoe langer hij is. De vogel lijkt sterk op de oostelijke soort P. montium en werd daarom als ondersoort beschouwd. Deze soort is ook blauw van onder, met ook een blauwe staart en blauw op de wangen en een zwart witte kuif. Het wit onder de kuif loopt niet door tot achter de kop en de gele onderstaartdekveren lopen niet door tot op de flanken, zoals bij de oostelijke soort.

## Verspreiding en leefgebied
De vogel komt voor in de provincie Papoea (Indonesië). De leefgebieden liggen in de nevelwouden van het centrale bergland van Nieuw-Guinea op een hoogte tussen de 2000 en 4100 meter boven de zeespiegel.

## Status
De grootte van de populatie is niet gekwantificeerd maar de soort wordt omschreven als algemeen en talrijk op grotere hoogtes. Op de Rode lijst van de IUCN heeft deze soort de status niet bedreigd.